# Nadine Dobrovolskaïa-Zavadskaïa
Pour les articles homonymes, voir Dobrovolskaïa.
Nadine Dobrovolskaïa-Zavadskaïa (en russe : Надежда Алексеевна Добровольская-Завадская, Nadejda Alekseïevna Dobrovolskaïa-Zavadskaïa), née le 25 septembre 1878 à Kiev dans l'Empire russe et morte le 31 octobre 1954 à Milan en Italie, est une chirurgienne, généticienne et chercheuse ukraino-russo-française.

## Biographie
Nadine Dobrovolskaïa-Zavadskaïa est née à Kiev et fait ses études à Saint-Pétersbourg. Elle est la première femme de l'Empire Russe à devenir professeure de chirurgie, en 1918. Elle prend part à la guerre civile russe puis fuit vers l'Égypte, avant de s'installer à Paris.
Elle mène durant toute sa carrière des recherches en génétique et oncologie et découvre le gène Brachyury chez la souris. Elle créé la souche de souris RIII qui servira plus tard à découvrir le virus de la tumeur mammaire de la souris (en) (MMTV).